# Sergej Antonov
Sergej Antonov (in russo Сергей Антонов?; ...) è un ex biatleta sovietico.

## Biografia
In Coppa del Mondo ottenne la prima vittoria, nonché primo podio, il 1º marzo 1985 a Lahti.

## Palmarès

### Coppa del Mondo
- 7 podi (tutti individuali[1]):
  - 2 vittorie
  - 4 secondi posti
  - 1 terzo posto

#### Coppa del Mondo - vittorie
| Data            | Località              | Nazione   | Specialità |
| --------------- | --------------------- | --------- | ---------- |
| 1º marzo 1985   | Lahti                 | Finlandia | IN         |
| 23 gennaio 1986 | Feistritz an der Drau | Austria   | IN         |

Legenda:

IN = individuale